# شعب ماراناو
شعب ماراناو (بالفلبينية Mëlanaw)، هو المصطلح المستخدم من قبل الحكومة الفلبينية للإشارة إلى القبيلة الجنوبية التي هي «شعب البحيرة» (راناو في اللغة الإرانوية)، ويعتنق أغلبهم الإسلام ويقطنون جزيرة مينداناو الفلبينية. ويشتهرون بأعمالهم الفنية النسجية وصناعات الخشبية والبلاستكية والمعدنية وبالأدب الملحمي (Darengen).